# Фавн (міфологія)

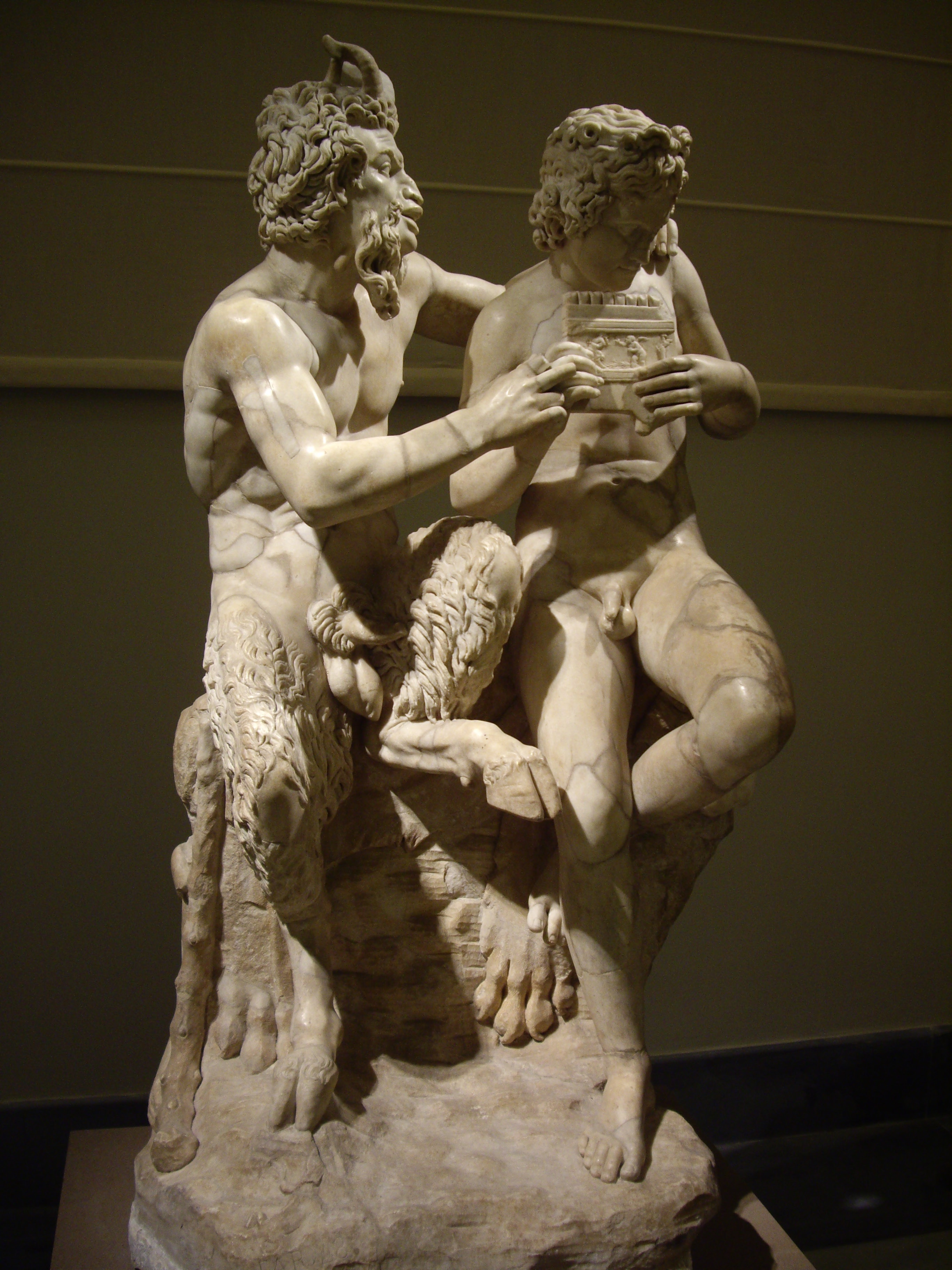
Фавн і Дафніс грають на флейті Пана (римська копія грецького оригіналу).

У давньоримській релігії та міфології Фавн був рогатим божеством лісу, рівнин та полів. Коли він зробив худобу плідною, його прозвали Інуєм. У літературі його почали асоціювати з грецьким богом Паном.
Фавн був одним із найдавніших римських божеств, відомих як di indigetes (рідні боги). Відповідно до Вергілія, він був легендарним царем латинян. Його тінь вважалася богинею пророцтва під іменем Фатуй, з оракулами у священному гаю Тіволі, навколо колодязя Альбунея та на Авентинському пагорбі в самому Стародавньому Римі.
Марк Теренцій Варрон стверджував, що відповіді пророцтва були дані в сатурніанських віршах . Фавн передбачав майбутнє у снах і голосах, які спілкувались з тими, хто прийшли спати у його околицях, лежачи на вовні принесених у жертву ягнят. Вільям Уорд Фаулер припустив, що Фавн це Фавоній, один з римських богів вітру.

## Етимологія
Вважається, що ім'я Фавн походить від праіталійського *fawe чи *fawono, тому є спорідненим з умбрійськими fons, foner (милосердний). Зрештою, воно може походити від праіндоєвропейського (PIE) *bʰh₂u-n (сприятливий), що також відображає давньоірландське búan (добрий, сприятливий, твердий) і середньовалійський bun (діва, кохана). 
Інша теорія стверджує, що Фавн є латинським похідним від PIE * dhau-no- («душитель», маючи на увазі «вовк»), пропозицію, яка висувається через той факт, що Луперкалії (від латинського lupus, «вовк») зазвичай є пов'язані з богом Фавном.  

## Походження
Фавн може бути індоєвропейського походження і пов'язаний з ведичним богом Рудрою . Вважається, що, перш ніж він став божеством природи, йому поклонялися традиційні римські фермери.

## Подружжя і сім'я

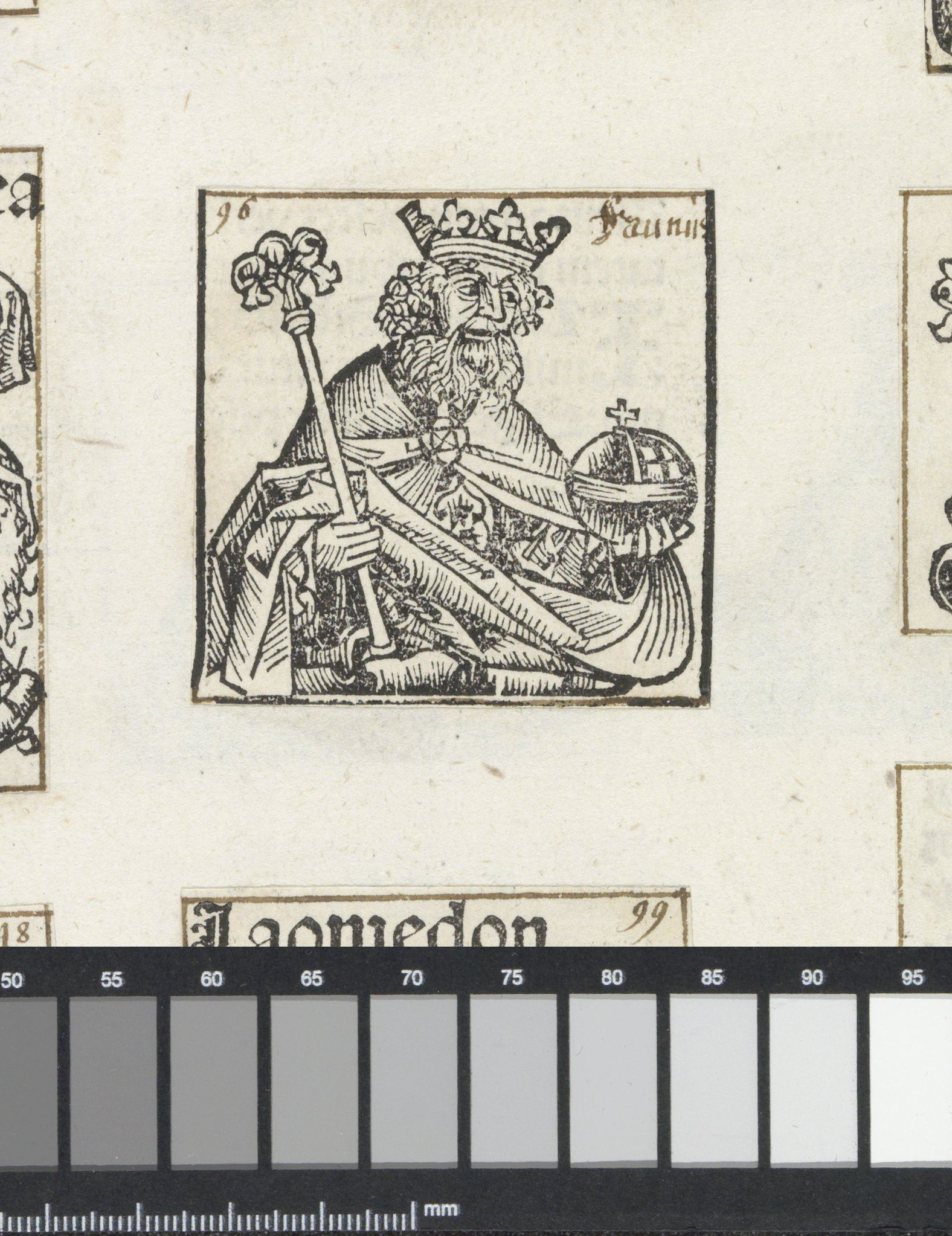
Фавн зображений як цар Лацію (Нюрнберзька хроніка, 1493 р.)

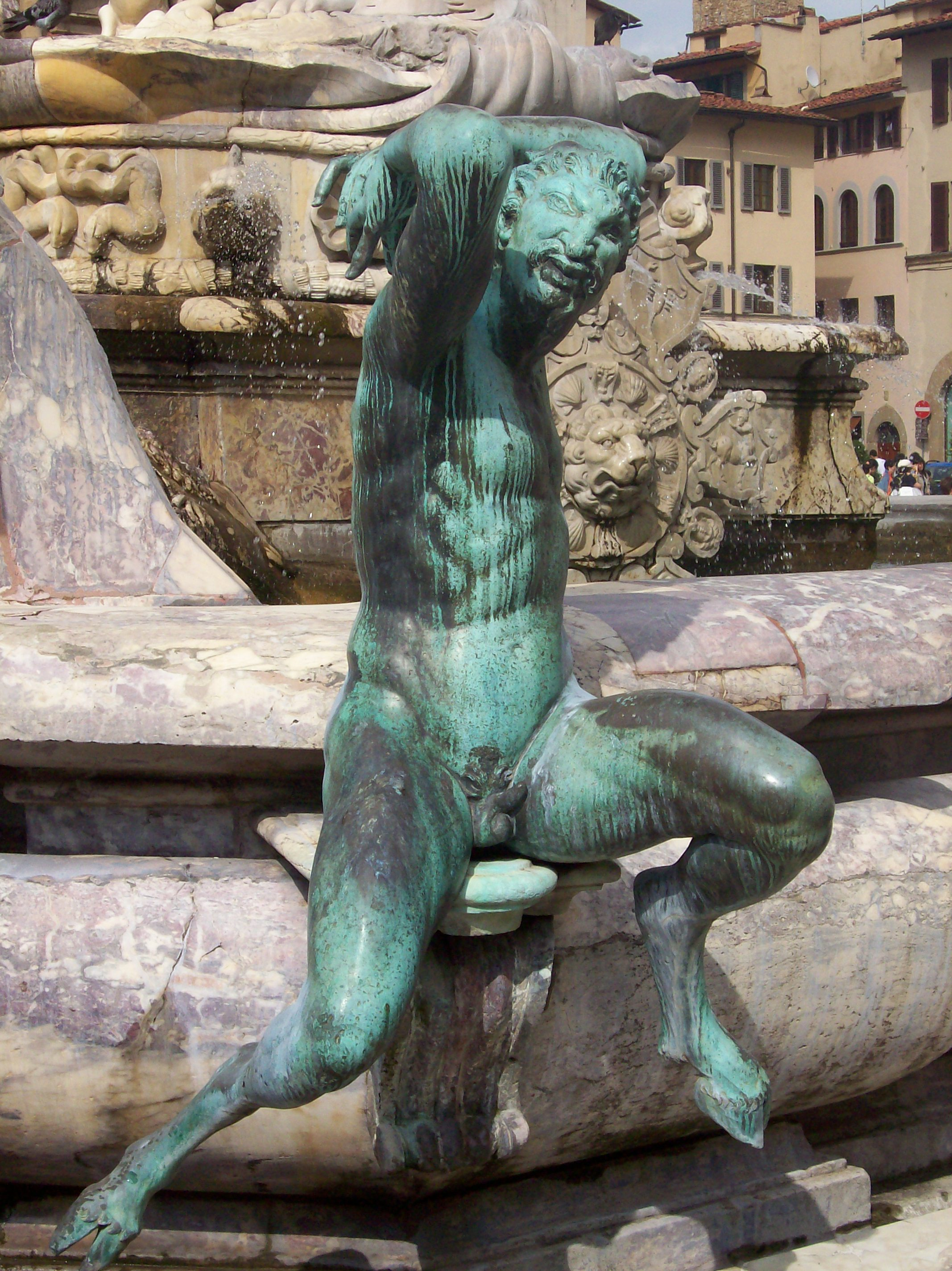
Зображення Фавна, зроблене біля фонтану Нептуна у Флоренції, Італія. Скульптура Бартоломео Амманаті.

У байці Фавн постає як старий цар Лація, онук Сатурна, син Піка та батько Латина від німфи Маріки (яку іноді згадували як матір Фавна). Після смерті, його підвищили до посади божества-охоронця землі за численні заслуги в сільському господарстві та скотарстві.
Богиня подібних атрибутів, так звана Фауна та Фатуа, була пов'язана з його поклонінням. Вона вважалась його дочкою, дружиною чи сестрою. Богиня Бона Деа часто ототожнювалося з Фауною.
Як Пана супроводжували Паниські, або маленькі Пани, так і крім головного Фавна передбачалося існування багатьох Фавнів. Фавни — це місцеві духи неприборканих лісів. Освічені, еллінізовані римляни пов'язували своїх фавнів з грецькими сатирами, що були дикими та оргіастичними п'яними послідовниками Діоніса, з чітким походженням.

## Еквівалентність з Паном
З посиленням впливу грецької міфології на римську міфологію в 3-му і 2-му століттях до н. е. римляни прирівнювали своїх власних божеств до грецьких в тому, що називалося interpretatio romana . Фавна прирівнювали до бога Пана, що був богом пастухів, і, який, як вважалось, проживав в Аркадії . Пана завжди зображали рогатим, саме тому багато зображень Фавна також почали проявляти цю рису. Однак багато хто вважав ці два божества окремими, наприклад, Вергілій у своїй " Енеїді " згадав і Фавна, і Пана окремо.

## Фестивалі
У втіленні Юстина Фавна прирівнюють до Луперка («той, хто відганяє вовка»), інакше жерця Фавна. Лівій назвав Інуя богом, якому спочатку поклонялися на Луперкаліях 15 лютого, коли його жерці носили козлячі шкури і били перехожих батогами з козячої шкіри.
Два фестивалі, названі Фауналією, відзначалися на його честь: одне 13 лютого в храмі Фавна на острові в Тіберіні, інше 5 грудня, коли селяни робили йому сільські підношення і розважалися танцями.
Евгемеристичний опис зробив Фавна латинським царем, сином Піка і Каненса. Після смерті його шанували як бога Фатуя, йому поклонялися в священному лісі за межами нинішнього Тіволі, але він був відомий з етруських часів як Тібур. Його нумінозну присутність впізнавали за вовчими шкурами з вінками та келихами.

## Пізніше поклоніння

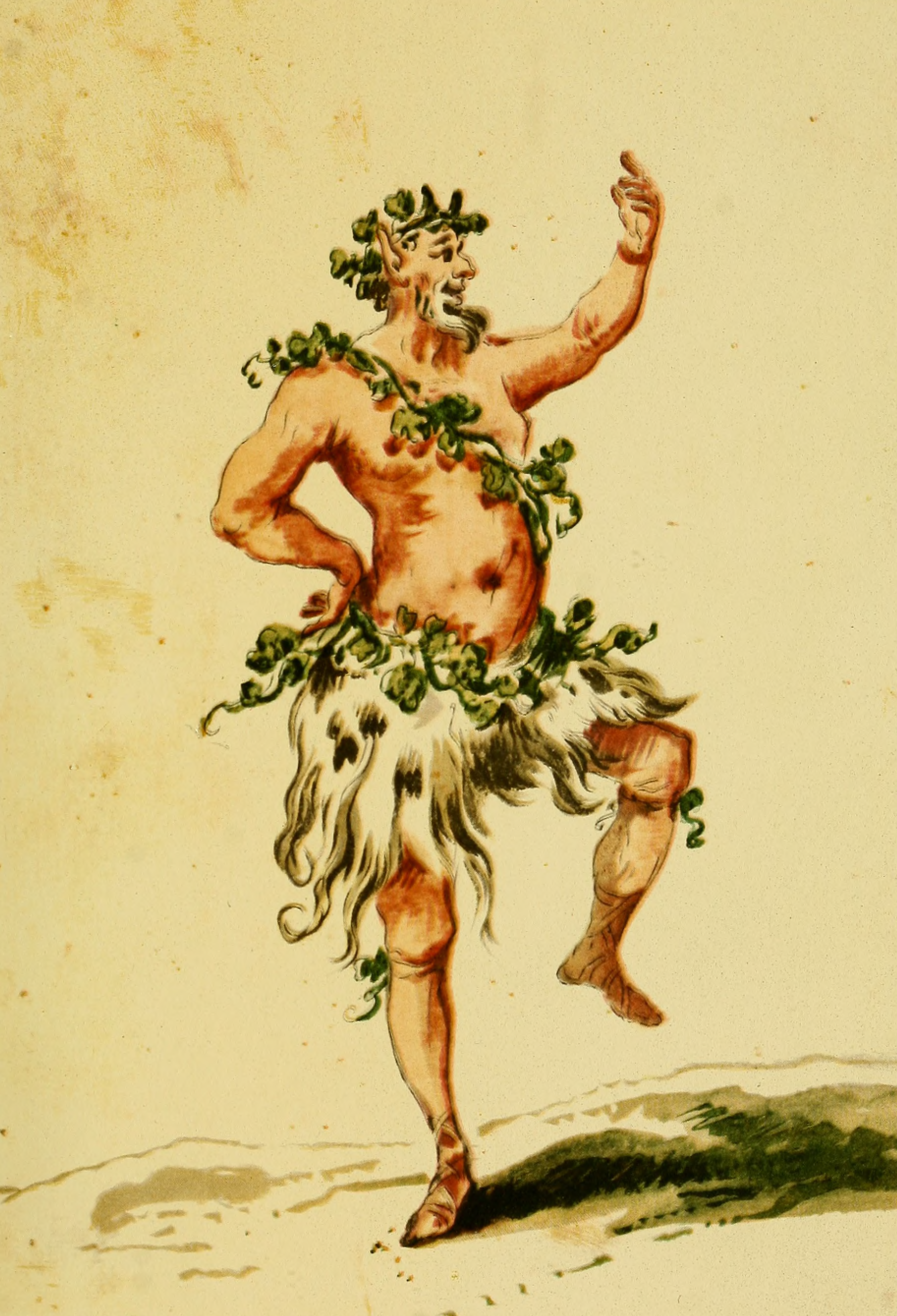
Ескіз костюма Фавна для опери Йозефа Гайдна " Арміда ".

У Римській імперії Фавну поклонялися протягом багатьох століть. Прикладом цього був набір із тридцяти двох ложок 4-го століття, знайдений поблизу Тетфорда в Англії в 1979 році. На них було вигравірувано ім'я Фавна, і кожен мав різний епітет після імені бога. На ложках також були християнські символи, припускається, що вони спочатку були християнськими, але пізніше язичники присвятили їх Фавну. 4 століття було часом широкомасштабної християнізації, і це відкриття є доказом того, що навіть під час занепаду традиційної римської релігії богу Фавну все ще поклонялися.